# Nevada Barr
Pour les articles homonymes, voir Barr.
Nevada Barr, née à Yerington, Nevada,  le 1er mars 1952, est une écrivaine américaine de roman policier.

## Biographie
Fille de pilotes d’avion, elle passe son enfance en Californie, près d’un petit aéroport  de montagne.  Après avoir terminé des études supérieures à l'université de Californie à Irvine, elle monte[Selon qui ?] à New York. Pendant cinq ans, elle fait partie d’une compagnie théâtrale Off-Broadway. Elle poursuit sa carrière de comédienne au théâtre, mais également dans le milieu de la publicité et du cinéma, à Minneapolis.
En 1984, elle publie Bittersweet, un premier roman. Pendant l’été, pour être plus près de son mari, un employé des parcs nationaux américains, elle devient ranger. Pendant l’hiver, s’inspirant de cette expérience, elle amorce l’écriture des enquêtes policières d’Anna Pigeon, héroïne depuis de près de vingt titres, chacun se déroulant dans un parc national ou un haut-lieu touristique différent.

## Œuvre

### Romans

#### SérieAnna Pigeon
- Track of the Cat (1993) Publié en français sous le titre L’Empreinte du fauve, Paris, Librairie des Champs-Élysées, Le Masque no 2275, 1996
- A Superior Death (1994) Publié en français sous le titre L’Homme du lac, Paris, Librairie des Champs-Élysées, Le Masque no 2351, 1997
- Ill Wind (1995) Publié en français sous le titre Au vent mauvais, Paris, Librairie des Champs-Élysées, Le Masque no 2376, 1998
- Firestorm (1996) Publié en français sous le titre Le Feu du ciel, Paris, Librairie des Champs-Élysées, Le Masque no 2332, 1997
- Endangered Species (1997) Publié en français sous le titre En voie de disparition, Paris, Librairie des Champs-Élysées, Le Masque no 2418, 1999
- Blind Descent (1998) Publié en français sous le titre Au fond du gouffre, Paris, Librairie des Champs-Élysées, Éditions du Masque , 2000
- Liberty Falling (1999) Publié en français sous le titre La Liberté ou la Mort, Paris, Librairie des Champs-Élysées, Éditions du Masque , 2002
- Deep South (2000)
- Blood Lure (2001)
- Hunting Season (2002)
- Flashback (2003)
- High Country (2004)
- Hard Truth (2005)
- Winter Study (2008)
- Borderline (2009)
- Burn (2010)
- The Rope (2012)

#### Autres romans
- Bittersweet (1984)
- 13 1/2 (2009) Publié en français sous le titre 13 1/2, Paris, Éditions du Cherche-Midi, Thrillers, 2013
- What Rose Forgot (2019)

#### Courts romans
- Summer and Smoke and Murder (2011)
- G.D.M.F.S.O.B. (2012)

#### Autres publications
- Never Came the Phoenix (2001), roman en collaboration avec plusieurs auteurs, dont Anne Perry et Val McDermid.
- Malice Domestic 10 (2001), anthologie présentée par Nevada Barr
- Seeking Enlightenment – Hat by Hat (2003)

## Prix et distinctions
- Prix du roman d'aventures 1997 pour Le Feu du ciel.
- Prix Barry 2001 du meilleur roman pour Deep South[1].

## Source
- Claude Mesplède (dir.), Dictionnaire des littératures policières, vol. 1 : A - I, Nantes, Joseph K, coll. « Temps noir », 2007, 1054 p. (ISBN 978-2-910-68644-4, OCLC 315873251), p. 164-165.